# کوننیتسی
کوننیتسی (به بلغاری: Konnitsi) یک منطقهٔ مسکونی در بلغارستان است که در ایوالوفگراد واقع شده‌است.